# Cirth

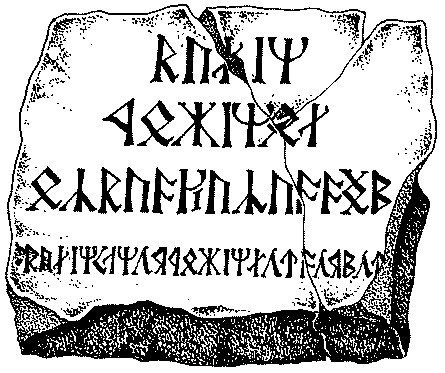
Texten "Balin Fundinul Uzbad Khazad-dûmu" på Balins gravsten skrivet på khuzdûl med cirth.

Cirth (IPA: [kirθ]; plural av sindarins certh 'runa') är bokstäverna i ett skriftsystem skapat av J.R.R. Tolkien för några av de konstgjorda språken i hans sagovärld. Utseendemässigt liknar de de nordiska och anglosaxiska runorna.

## Extern historia
I Bilbo – En hobbits äventyr förekommer på några ställen engelska texter skrivna med en variant på de anglosaxiska runorna. I Sagan om Ringen används istället cirth. Texten på Balins gravsten, som finns illustrerad i Ringens brödraskap, är skriven på khuzdûl med cirth.

## Intern historia
Den ursprungliga runraden, kallad certhas daeron efter dess skapare alven Daeron som var bard åt kung Thingol av Doriath, var endast anpassad för att skriva sindarin. I jämförelse med senare runrader och den andra alviska skriften tengwar så tilldelades ljudvärdena till de 19 runorna på ett osystematiskt sätt eftersom det inte fanns någon koppling mellan ljudvärde och tecknets form.
Runraden kom senare att arrangeras om och utökas. Denna längre runrad kom att kallas angerthas (IPA: [ɑŋg'ɛrθɑs]; från sindarin and 'lång' och certhas 'runrad'). Ändringarna genomfördes troligtvis av noldor från Eregion eftersom de nya tecknen tillkom för att skriva andra språk än sindarin, exempelvis quenya.
Följande principer infördes nu:
- en extra kvist gjorde runan tonande
- spegelvändning gjorde runan till en frikativa
- kvistar på bägge sidor gjorde runan till en tonande nasal

Medan tengwar med sina runda former var lättast att skriva med penna eller pensel lämpade sig cirth bäst att ristas i trä, sten och metall. Därför blev skriften populär hos dvärgarna. Dvärgarna i Moria arrangerade om och utökade den med nya tecken för att bättre passa deras språk khuzdûl. Denna runrad fick namnet angerthas moria och kom i sin tur att modifieras av dvärgarna i Erebor för att skapa angerthas erebor.
Cirth användes också i viss mån av människor och orcher.

## Beskrivning
|  | p        |  | zh     |  | l      |  | e   |
|  | b        |  | nj     |  | lh     |  | ē   |
|  | f        |  | k      |  | ng–nd  |  | a   |
|  | v        |  | g      |  | s–h    |  | ā   |
|  | hw       |  | kh     |  | s–’    |  | o   |
|  | m        |  | gh     |  | z–ŋ    |  | ō   |
|  | (mh), mb |  | ŋ–n    |  | ng*    |  | ö   |
|  | t        |  | kw     |  | nd–nj  |  | n*  |
|  | d        |  | gw     |  | i, (y) |  | h–s |
|  | th       |  | khw    |  | y*     |  | *   |
|  | dh       |  | ghw, w |  | hy*    |  | *   |
|  | n–r      |  | ngw    |  | u      |  | ps* |
|  | ch       |  | nw     |  | ū      |  | ts* |
|  | j        |  | r–j    |  | w      |  | +h  |
|  | sh       |  | rh–zh  |  | ü      |  | &   |

Cirth fungerar som ett alfabet. En certh representerar för det mesta ett språkljud men det finns också några som representerar vanligt förekommande kombinationer. Konsonanter och vokaler behandlas likvärdigt. Runraden angerthas är också delvis särdragsbaserad eftersom det hos många tecken finns en koppling mellan deras utseende och uttal.
Tabellen visar de cirth som ingår i angerthas daeron och angerthas moria och återfinns i appendix E till Sagan om Ringen. Vissa av dem har olika ljudvärden i alviska språk och khuzdûl. I de fall där två värden separeras av ett streck gäller det vänstra för den äldre runraden och den högra för angerthas moria. De värden som står inom parentes används bara i alviska och de som markerat med asterisk bara i khuzdûl.

## Datoranvändning
Cirth finns än så länge inte med i Unicode-standarden. För tillfället finns två lösningar för att representera cirth. Den ena går ut på att tecknen representeras i ett av Unicode-planen för privat användning. Frivilligorganisationen ConScript Unicode Registry har reserverat kodpunkterna U+E080 till U+E0FF för cirth. Den andra bygger på ISO 8859-1. Här används typsnitt som mappar cirth mot latinska bokstäver och siffror.